# Усечённая шестиугольная мозаика
| Усечённая шестиугольная мозаика | Усечённая шестиугольная мозаика        |
| ------------------------------- | -------------------------------------- |
|                                 |                                        |
| Тип                             | Полуправильная мозаика                 |
| Конфигурация вершины            | 3.12.12                                |
| Символ Шлефли                   | t{6,3}                                 |
| Символ Витхоффа                 | 2 3 \| 6                               |
| Симметрии                       | p6m, [6,3], (*632)                     |
| Симметрии вращения              | p6, +, (632)                           |
| Диаграммы Коксетера — Дынкина   | node_1 · 6 · node_1 · 3 · node         |
| Двойственная мозаика            | Трижды разделённая треугольная мозаика |
| Акроним Бауэрса                 | Toxat                                  |
| Свойства                        | изогональная                           |

Усечённая шестиугольная мозаика — это полуправильная мозаика на евклидовой плоскости. 
Мозаика имеет 2 двенадцатиугольника и один треугольник в каждой вершине.
Как следует из названия, эта мозаика конструируется посредством операции усечения, применённой к шестиугольной мозаике, 
оставляя двенадцатиугольник на месте исходных шестиугольников, а новые треугольники возникают на месте исходных вершин. 
Мозаике дан расширенный символ Шлефли t{6,3}.
Конвей назвал её truncated hextille (усечённым шестипаркетом) как построенную с помощью операции усечения из шестиугольной мозаики (hextille - шестипаркета).
Имеется 3 правильных и 8 полуправильных мозаик на плоскости.

## Однородные раскраски
Имеется только одна однородная раскраска усечённой шестиугольной мозаики. (Цвета вокруг вершины по индексам: 122)

## Топологически идентичные мозаики
Грани двенадцатиугольника могут быть искажены различными способами, например:
|  |  |
|  |  |

## Связанные многогранники и мозаики

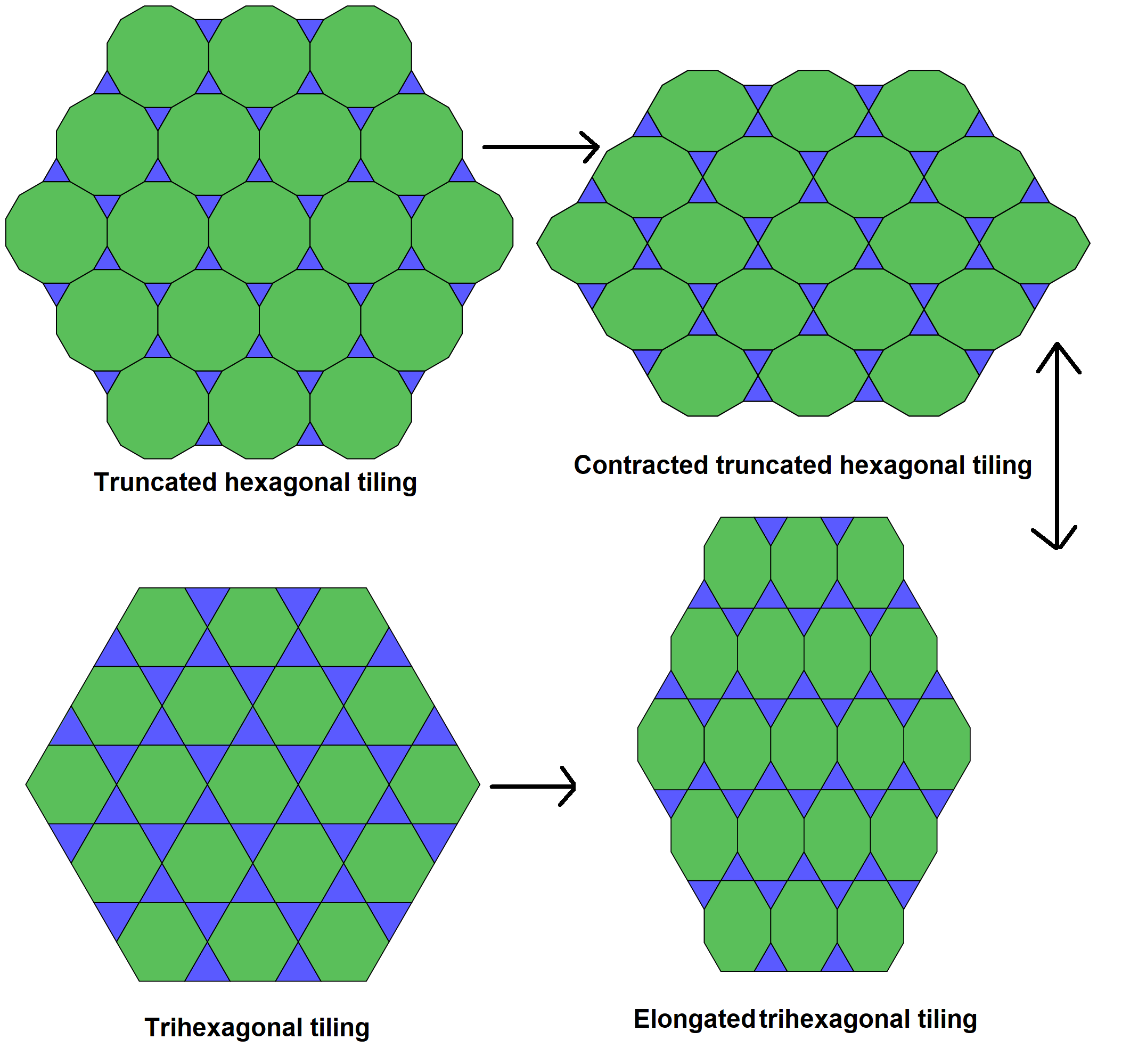
Усечённая шестиугольная мозаика может быть сжата в одном направлении, превращая двенадцатиугольники в десятиугольники.
Дальнейшее сжатие в другом направлении превращает десятиугольники в восьмиугольники.
Сжатие третий раз приводит к тришестиугольной мозаике.

### Построение Витхофа из шестиугольной и треугольной мозаик
Подобно однородным многогранникам существует восемь однородных мозаик,
которые могут базироваться на шестиугольной мозаике (или на двойственной треугольной мозаике).
Если рисовать плитки красным на месте исходных граней, жёлтым на месте исходных вершин и синим на месте исходных рёбер, имеется 8 форм, 
7 из которых топологически различны (усечённая треугольная мозаика топологически идентична шестиугольной мозаике).
| Однородные шестиугольные/треугольные мозаики | Однородные шестиугольные/треугольные мозаики | Однородные шестиугольные/треугольные мозаики | Однородные шестиугольные/треугольные мозаики | Однородные шестиугольные/треугольные мозаики | Однородные шестиугольные/треугольные мозаики | Однородные шестиугольные/треугольные мозаики | Однородные шестиугольные/треугольные мозаики | Однородные шестиугольные/треугольные мозаики |
| Фундаментальные домены                       | Симметрия: [6,3], (*632)                     | Симметрия: [6,3], (*632)                     | Симметрия: [6,3], (*632)                     | Симметрия: [6,3], (*632)                     | Симметрия: [6,3], (*632)                     | Симметрия: [6,3], (*632)                     | Симметрия: [6,3], (*632)                     | [6,3]+, (632)                                |
| -------------------------------------------- | -------------------------------------------- | -------------------------------------------- | -------------------------------------------- | -------------------------------------------- | -------------------------------------------- | -------------------------------------------- | -------------------------------------------- | -------------------------------------------- |
| Фундаментальные домены                       | {6,3}                                        | t{6,3}                                       | r{6,3}                                       | t{3,6}                                       | {3,6}                                        | rr{6,3}                                      | tr{6,3}                                      | sr{6,3}                                      |
| Фундаментальные домены                       | node_1 · 6 · node · 3 · node                 | node_1 · 6 · node_1 · 3 · node               | node · 6 · node_1 · 3 · node                 | node · 6 · node_1 · 3 · node_1               | node · 6 · node · 3 · node_1                 | node_1 · 6 · node · 3 · node_1               | node_1 · 6 · node_1 · 3 · node_1             | node_h · 6 · node_h · 3 · node_h             |
|                                              |                                              |                                              |                                              |                                              |                                              |                                              |                                              |                                              |
| Конфиг.                                      | 63                                           | 3.12.12                                      | (6.3)2                                       | 6.6.6                                        | 36                                           | 3.4.6.4                                      | 4.6.12                                       | 3.3.3.3.6                                    |

### Варианты симметрии
Эта мозаика топологически является частью последовательности однородных усечённых многогранников с 
конфигурациями вершин (3.2n.2n) и симметрией [n,3] группы Коксетера.
| Варианты симметрии *n32 усечённых мозаик: 3.2n.2n | Варианты симметрии *n32 усечённых мозаик: 3.2n.2n | Варианты симметрии *n32 усечённых мозаик: 3.2n.2n | Варианты симметрии *n32 усечённых мозаик: 3.2n.2n | Варианты симметрии *n32 усечённых мозаик: 3.2n.2n | Варианты симметрии *n32 усечённых мозаик: 3.2n.2n | Варианты симметрии *n32 усечённых мозаик: 3.2n.2n | Варианты симметрии *n32 усечённых мозаик: 3.2n.2n | Варианты симметрии *n32 усечённых мозаик: 3.2n.2n | Варианты симметрии *n32 усечённых мозаик: 3.2n.2n | Варианты симметрии *n32 усечённых мозаик: 3.2n.2n | Варианты симметрии *n32 усечённых мозаик: 3.2n.2n |
| Симметрия *n32 [n,3]                              | Сферическая                                       | Сферическая                                       | Сферическая                                       | Сферическая                                       | Евклидова                                         | Компактная гиперболич.                            | Компактная гиперболич.                            | Параком- пактная                                  | Некомпактная гиперболич.                          | Некомпактная гиперболич.                          | Некомпактная гиперболич.                          |
| Симметрия *n32 [n,3]                              | *232 [2,3]                                        | *332 [3,3]                                        | *432 [4,3]                                        | *532 [5,3]                                        | *632 [6,3]                                        | *732 [7,3]                                        | *832 [8,3]...                                     | *∞32 [∞,3]                                        | [12i,3]                                           | [9i,3]                                            | [6i,3]                                            |
| ------------------------------------------------- | ------------------------------------------------- | ------------------------------------------------- | ------------------------------------------------- | ------------------------------------------------- | ------------------------------------------------- | ------------------------------------------------- | ------------------------------------------------- | ------------------------------------------------- | ------------------------------------------------- | ------------------------------------------------- | ------------------------------------------------- |
| Усечённые фигуры                                  |                                                   |                                                   |                                                   |                                                   |                                                   |                                                   |                                                   |                                                   |                                                   |                                                   |                                                   |
| Конфигурация                                      | 3.4.4                                             | 3.6.6                                             | 3.8.8                                             | 3.10.10                                           | 3.12.12                                           | 3.14.14                                           | 3.16.16                                           | 3.∞.∞                                             | 3.24i.24i                                         | 3.18i.18i                                         | 3.12i.12i                                         |
| Разделённые фигуры                                |                                                   |                                                   |                                                   |                                                   |                                                   |                                                   |                                                   |                                                   |                                                   |                                                   |                                                   |
| Конфигурация                                      | V3.4.4                                            | V3.6.6                                            | V3.8.8                                            | V3.10.10                                          | V3.12.12                                          | V3.14.14                                          | V3.16.16                                          | V3.∞.∞                                            |                                                   |                                                   |                                                   |

### Связанные 2-однородные мозаики
2-однородные мозаики получаются путём разбиения двенадцатиугольников на центральный шестиугольник 
и 6 окружающих треугольника и квадрата.
| 1-однородная         | Разбиение | 2-однородные разрезы | 2-однородные разрезы   |
| -------------------- | --------- | -------------------- | ---------------------- |
| (3.122)              |           | (3.4.6.4) & (33.42)  | (3.4.6.4) & (32.4.3.4) |
| Двойственные мозаики |           |                      |                        |
|                      |           |                      |                        |

### Упаковка кругов
Усечённая шестиугольная мозаика может быть использована для упаковки кругов, если расположить круги одинакового диаметра
с центрами в каждой точке.
Каждый круг соприкасается с 3 другими кругами в упаковке (контактное число). 
Это упаковка наименьшей плотности, что можно создать из однородной мозаики.

### Трижды разделённая треугольная мозаика

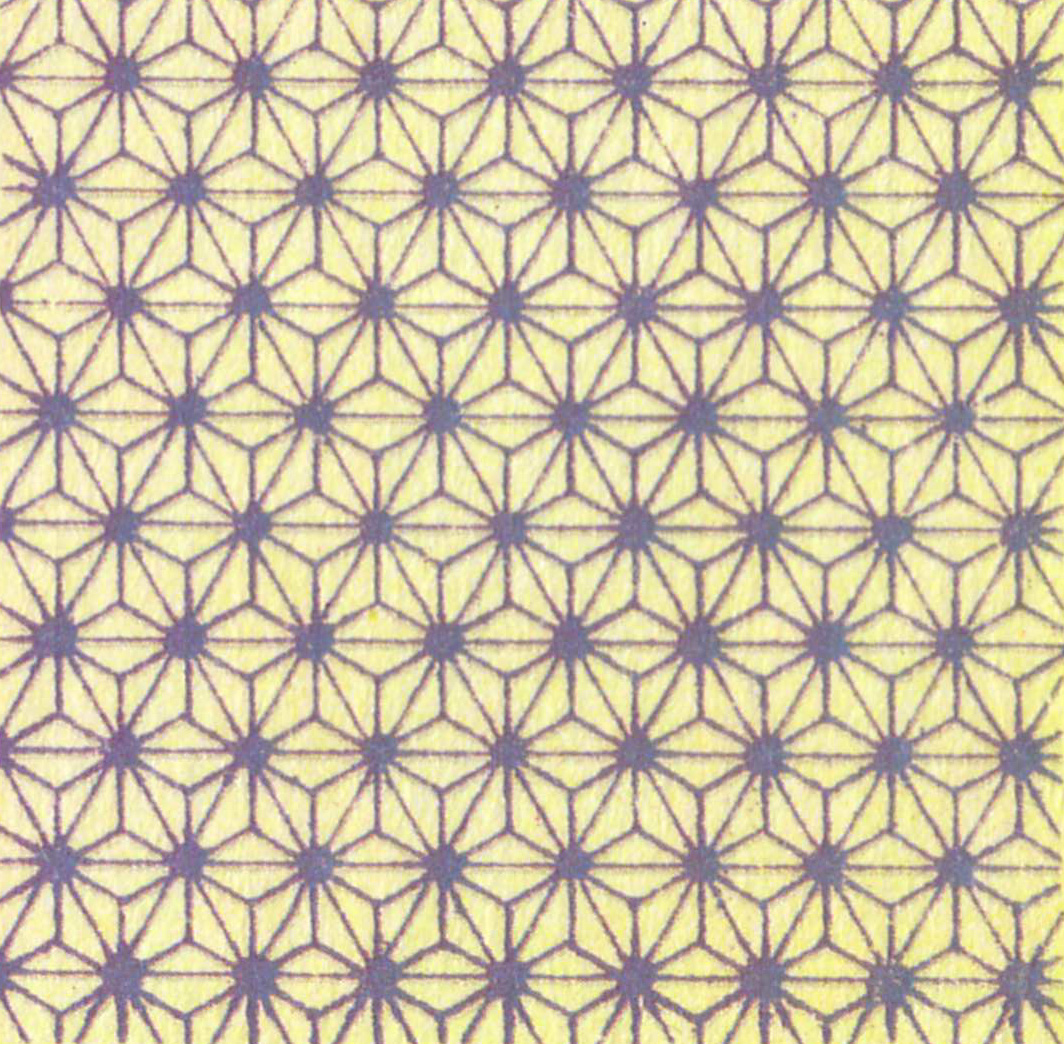
На расписном фарфоре, Китай

| Трижды разделённая треугольная мозаика | Трижды разделённая треугольная мозаика |
| -------------------------------------- | -------------------------------------- |
|                                        |                                        |
| Тип                                    | Двойственная полуправильной мозаике    |
| Конфигурация вершины                   | V3.12.12                               |
| Группа обоев                           | p6, [6,3]+, (632)                      |
| Группа вращений                        | p6, [6,3]+, (632)                      |
| Диаграммы Коксетера — Дынкина          | node · 3 · node_f1 · 6 · node_f1       |
| Двойственная мозаика                   | Усечённая шестиугольная мозаика        |
| Свойства                               | гранетранзитивная                      |

Трижды разделённая треугольная мозаика — это замощение евклидовой плоскости, равносторонняя треугольная мозаика 
с разделением каждого треугольника на три тупых треугольника (углы 30-30-120) от центральной точки. 
Мозаика обозначается конфигурацией граней V3.12.12, поскольку каждая грань в виде равнобедренного треугольника имеет два типа
вершин - одна с 3 треугольниками и одна с 12 треугольниками.
Конвей назвал её kisdeltille (разделённый дельтапаркет),
поскольку мозаика создаётся операцией kis, 
применённой к треугольной мозаике (deltille).
В Японии мозаика называется асаноха (лист конопли), хотя имя применяется также и для других трижды разделённых форм 
наподобие триакисикосаэдра и Триакисоктаэдр.
Это двойственная мозаика для усечённой шестиугольной мозаики, которая имеет один треугольник и два двенадцатиугольника в каждой вершине.
Это одна из восьми рёберных мозаик, мозаик, образованных отражениями относительно каждого ребра
протоплитки.

#### Связанные двойственные к однородным мозаикам
Это одна из 7 двойственных мозаик с шестиугольной симметрией, включая правильные двойственные.
| Симметрия: [6,3], (*632) | Симметрия: [6,3], (*632) | Симметрия: [6,3], (*632) | Симметрия: [6,3], (*632) | Симметрия: [6,3], (*632) | Симметрия: [6,3], (*632) | [6,3]+, (632) |
| ------------------------ | ------------------------ | ------------------------ | ------------------------ | ------------------------ | ------------------------ | ------------- |
|                          |                          |                          |                          |                          |                          |               |
| V63                      | V3.122                   | V(3.6)2                  | V36                      | V3.4.6.4                 | V.4.6.12                 | V34.6         |

## Смотрите также
- Мозаики из выпуклых правильных многоугольников на евклидовой плоскости
- Список однородных мозаик на евклидовой плоскости